# Wu Lihong
Wu Lihong, né en 1968, est un militant écologiste chinois.

## Biographie
Wu Lihong s'est battu pour protéger le lac Taihu de la pollution induite par les usines chinoises environnantes.
Il a été condamné à quatre ans de prison en mars 2007. Il a été incarcéré à la prison de Dingshan, à Yishing, dans la province du Jiangsu. En prison, il a été placé sous la procédure de yanguan ("contrôle disciplinaire") pendant trois ans. Il a aussi été torturé.